# Thyge Petersen
Thyge Alexander Petersen (ur. 28 maja 1902 w Horsens, zm. 1 stycznia 1964 w Odense) – duński bokser, wicemistrz olimpijski, dwukrotny mistrz Europy.
Startując w igrzyskach olimpijskich w Paryżu 1924 wywalczył srebrny medal olimpijski w kategorii półciężkiej.
Uczestnicząc w  Mistrzostwach Europy w Sztokholmie 1925 roku, został mistrzem Europy w wadze półciężkiej. Sukces ten powtórzył na Mistrzostwach w Budapeszcie 1930 roku, wygrywając rywalizację w tej samej kategorii wagowej.
Siedmiokrotnie stawał na najwyższym podium w mistrzostwach Danii, zostając mistrzem kraju w 1923, 1924, 1925, 1927, 1928 i 1930 w wadze półciężkiej, a w 1926 roku, zdobył mistrzostwo w najcięższej kategorii wagowej.